# Shana Alexander
Shana Alexander (* 6. Oktober 1925 als Shana Ager; † 25. Juni 2005 in Hermosa Beach, Kalifornien) war eine US-amerikanische Journalistin. Sie war Autorin und Kolumnistin  des Life-Magazins und dort die erste Frau in dieser Position. Darüber hinaus war sie allerdings besser bekannt für ihre Debatten bei „Point-Counterpoint“ im Nachrichtenmagazin 60 Minutes mit dem als konservativ bekannten Journalisten James J. Kilpatrick.

## Leben
Geboren wurde sie als Tochter des Komponisten und Pianisten Milton Ager (für sie schrieb er 1927 das Lied „Ain’t She Sweet“) und der Journalistin Cecelia Ager.
Alexander schloss 1945 das Vassar College mit dem Hauptfach Anthropologie ab. Durch einen Ferienjob bei der New Yorker Zeitung PM, wo ihre Mutter arbeitet, kam sie zum Schreiben. Sie war freischaffende Autorin für Junior Bazaar und das Magazin Mademoiselle, bevor sie als Reporterin für Life arbeitete. Dort schrieb sie in den 1960er-Jahren die Kolumne „The Feminine Eye“.
1962 schrieb sie den Artikel „They Decide Who Lives, Who Dies: Medical miracle puts moral burden on small committe“ (zu deutsch: Sie entscheiden, wer lebt und wer stirbt: Medizinisches Wunder legt eine moralische Bürde auf ein kleines Komitee), welcher eine große Debatte innerhalb der Vereinigten Staaten über die knappe Verfügbarkeit von Dialysegeräten auslöste.
Alexander war ab 1969 die erste Herausgeberin der monatlich erscheinenden Frauenzeitschrift McCall’s. Sie verließ diesen Posten jedoch 1971 wieder, da sie nach ihrer Feststellung eine Feigenblattfunktion in einer sexistischen Umgebung hatte.
1975 schrieb sie Kolumnen für Newsweek und wechselte dann zum Fernsehen. Sie ersetzte in der Sendung 60 Minutes den Journalisten Nicholas von Hoffman, um für die nächsten vier Jahre in „Point-Counterpoint“ mit James J. Kilpatrick zu debattieren. Obwohl sie selbst diese Zeit herunterspielt,  wurden die Debatten mit Kilpatrick stark wahrgenommen, so dass diese später in Saturday Night Live, mit Jane Curtin in der Rolle der Alexander und Dan Aykroyd als Kilpatrick, parodiert wurden.
Einer ihrer Artikel wurde 1965 unter dem Titel The Slender Thread mit Sidney Poitier und Anne Bancroft verfilmt.
Shana Alexander verstarb im Alter von 79 Jahren am 23. Juni 2005 an einem Krebsleiden. Sie war zweimal verheiratet, beide Ehen wurden geschieden. Ihre einzige Tochter beging 1987 Suizid.

## Bücher
- Anyone's Daughter
- Happy Days: My Mother, My Father, My Sister & Me (1995), Autobiographie
- Very Much a Lady (Edgar Award, Best Fact Crime book, 1984)
- Very Much a Lady: The Untold Story of Jean Harris and Dr. Herman Tarnower (1983)
- When She Was Bad
- Nutcracker
- The Astonishing Elephant (2000)